# Trigonella filipes
Trigonella filipes är en ärtväxtart som beskrevs av Pierre Edmond Boissier. Trigonella filipes ingår i släktet trigonellor, och familjen ärtväxter. Inga underarter finns listade i Catalogue of Life.